# Châtillon-en-Bazois
Châtillon-en-Bazois – miejscowość i gmina we Francji, w regionie Burgundia-Franche-Comté, w departamencie Nièvre. Jej burmistrzem jest od 2008 r. Michèle Dardant.
Według danych na rok 1990 gminę zamieszkiwało 1161 osób, a gęstość zaludnienia wynosiła 60 osób/km² (wśród 2044 gmin Burgundii Châtillon-en-Bazois plasowała się wtedy na 196. miejscu pod względem liczby ludności, natomiast pod względem powierzchni na miejscu 469.).